# Equini
Equini — єдина жива триба підродини Equinae, яка жила по всьому світу (за винятком Австралії) з хемінгфордського періоду середнього міоцену (16—0 млн років тому). Вважається монофілетичною кладою.

## Таксономія
Триба: Equini
- рід: † Astrohippus
- рід: † Calippus
- рід: † Dinohippus
- рід: Equus
- рід: † Haringtonhippus
- рід: † Hippidion
- рід: † Onohippidium
- рід: † Pliohippus
- рід: † Protohippus